# Windows Mediaメタファイル
Windows Mediaメタファイル (Windows Media Metafile) は、Windows Media Player（WMP）用のストリーミング・メディア・メタファイル。

## 内容
ASF、WMA、WMVなどメディアファイル（音声ファイル、動画ファイル）のURLが、XMLで記述されている。URLは複数記述することができ、順に再生されたり、条件選択されたりする。
メディアファイルのURL以外に、再生制御のための情報、ウェブページのURL、著作権情報、タイトルなどテキスト情報、バナーやアイコン（メタデータではなく実体）などを記述することができる。

## 用途
ストリーミング配信で使われる。メタファイルを開いたWMPなどのプレイヤは、メタファイルに記載されたURLにアクセスし、メディアファイルをストリームとしてダウンロードし再生する。
ただし通常は、プレイヤでメタファイルを直接開くことは少ない。メタファイルはウェブ上で公開される。ブラウザがメタファイルにアクセスすると、ブラウザはプレイヤを起動し、メタファイルの（またはローカルに保存したそのコピーの）URLを与える。
もちろん、ブラウザの右クリックなどで保存したメタファイルをプレイヤで開いたり、プレイヤの「URLを開く」メニューを使うなどしても、同様に再生できる。
送信側では、HTMLで<a>タグを使って
```
<a href="metafile.asf">ストリームの説明</a>
```

のように記述する。ほかに、<embed>タグを使う方法もある。

## 拡張子の違い
ASX (Advanced Stream Redirector) 、WAX (Windows Media Audio Redirector)、WVX (Windows Media Video Redirector)の3種類の規格がある。
|     | 拡張子 | MIMEタイプ     | ASF | WMA | WMV | 対応WMP  |
| --- | ------ | -------------- | --- | --- | --- | -------- |
| ASX | .asx   | video/x-ms-asf | ○   | ×   | ×   |          |
| WAX | .wax   | audio/x-ms-wax | ○   | ○   | ×   | WMP7以降 |
| WVX | .wvx   | video/x-ms-wvx | ○   | ○   | ○   | WMP7以降 |

ただし、使用できるメディアファイルの種類以外に違いはない。また実際は、メディアファイルの種類が拡張子やMIMEタイプと食い違っていても、ほとんどのプレイヤーは正常に再生できる。このためこれらの規格は、事実上同一とみなされ、一括して論じられることが多い。
なお、ASXのMIMEタイプはvideo/x-ms-asxではなく、（ASFと同じ）video/x-ms-asfである。

## 脆弱性
一部のタグを悪用することで、WMPに任意のウェブページを表示させることができる。これは、不審なメタファイルであり、このようなメタファイルはいったんローカルに保存し、テキストエディタで確認することで回避できる。